# Carlo Fedeli
Carlo Antonio Fedeli (detto Saggion [dt.: genannt Saggion]) (* um 1622 in Venedig; † 19. Dezember 1685 ebenda.) war ein venezianischer Cellist und Opernkomponist.

## Leben und Wirken
Carlo Fedeli trat im Juli 1643 als Cellist in die Cappella di San Marco ein. 1661 wurde dort zum Maestro di concerti ernannt und bekleidete dieses Amt bis zu seinem Tod im Dezember 1685.
Von 1662 bis 1672 war er gleichzeitig Maestro di strumenti am Ospedale della Pietà in Venedig, das eine von vier renommierten Venezianischen Musikschulen war und sich, wie auch die Markuskapelle, unter der Aufsicht und in Trägerschaft der Prokuratoren von San Marco befand. Wahrscheinlich war er auch als Konzertmeister am Teatro San Salvador tätig, wo seine heute verschollenen Opern „Ermelinda“ und „Don Chiscotte della Mancia“ aufgeführt wurden.

## Familie
Carlo Fedelis Söhne Alessandro, gen. Saion, Fedeli (* um 1653 in Venedig; † nach 1692), Antonio Fedeli († nach 1692) und Giuseppe Fedeli (auch Iseppo, genannt Saggion oder Saggione Veneziano) waren ebenfalls Musiker und zeitweise ebenfalls am Markusdom tätig. Sein Sohn Ruggiero Fedeli (* 1655; † 1722 in Kassel) war der international Erfolgreichste der Familie. Er war zunächst Bassist am Markusdom und spielte in den Orchestern verschiedener venezianischer Theater. Seit den 30er Jahren des 17. Jahrhunderts war er an mehreren Höfen Europas als Musiker tätig, u. a. in Bayreuth, in Berlin am Hof Friedrichs II., in Dresden, Braunschweig, Hannover und schließlich in Kassel, wo er verstarb und im Dezember 1722 beigesetzt wurde.

## Werke
- Ermelinda, Oper, Libretto V. Morosini, Venedig 1679 (verschollen),
- Don Chisciotte della Mancia, Oper, Libretto V. Morosini, Venedig 1680 (verschollen)
- 12 suonate für 2-4 Instrumente mit Orgel, Op. 1, Venedig Venezia 1685.